# Juan Carlos Nemocón
Juan Carlos Nemocón Mojica (Bogotá, Colombia, 21 de julio de 1970) es un arquitecto y político colombiano. 
Fue dos veces Concejal del municipio de Soacha y fue alcalde electo del municipio de Soacha para el periodo 2012-2015 por una alianza entre el Partido de la U y el Partido Liberal.

## Biografía
Estudió su primaria en el colegio Gimnasio Pedagógico Nuestra Señora de Fátima posteriormente su bachillerato lo cursó en el Colegio Nuevo Reino de Granada en Suba.
Juan Carlos Nemocón empieza sus estudios de pregrado en Arquitectura en la Pontificia Universidad Javeriana en Bogotá.
Viajó a Nueva York a estudiar el idioma inglés en American Language Communication Center durante seis meses, posteriormente regresa a Colombia.

## Política

### Concejal del Municipio de Soacha 2000-2003
Juan Carlos Nemocón se presentó para las elecciones municipales del año 2000, con el apoyo del entonces senador Camilo Sánchez Ortega y con el aval del Partido Liberal.
 En esta contienda electoral ganó la curul como concejal del municipio de Soacha con más de mil votos.

### Concejal Municipio de Soacha 2004- 2007
Nemocón decidió, por segunda vez, buscar una curul en el Concejo del Municipio de Soacha en el año 2004 y recibió el aval del Movimiento Cívico Independiente, liderado por el senador Jairo Clopatofsky. En las elecciones municipales del año 2004 logra nuevamente una curul en el Consejo de Soacha, superando el número de votos obtenidos en las elecciones anteriores.

### Candidato a la Alcaldía de Soacha, 2007
En el año 2007 postula su nombre para la alcaldía municipal de Soacha, con el aval del entonces partido político Alas Equipo Colombia y el Movimiento Amigos de Nemocón alcanzando los 11 mil votos en el sufragio electoral, sin embargo no ganó en esta ocasión.

### Alcaldía de Soacha 2012-2015

#### Candidato a la Consulta Interna del partido de la U
Nemocón participó en la consulta interna del partido de la U que se realizó en mayo de 2011 y permitió escoger candidato único de esta colectividad a la alcaldía de Soacha para las elecciones municipales de 2011. En este proceso salió victorioso con una amplia diferencia sobre su más cercano contrincante.

#### Candidato a la Alcaldía de Soacha, 2012-2015
Juan Carlos Nemocón, hizo campaña de la mano del Partido de la U y el Liberal y ganó la contienda electoral con 37.288 votos, redoblando a su más cercano contendor Héctor Fernando Ramírez.
 Entre su prioridades se encuentran mejorarla movilidad y seguridad de Soacha. Actualmente, es uno de los Alcaldes más carismáticos de Cundinamarca.

#### Gestión
Durante su mandato se desarrollaron múltiples obras para consolidar el desarrollo de Soacha y a la vez contener la expansión urbana de su vecino Bogotá, a través de los macroproyectos de vivienda como Maiporé, Ciudad Verde y Hogares Soacha, a las cuales permitieron la expansión de avenidas como la Terreros y la puesta en marcha del sistema TransMilenio en la Autopista Sur.